# Netto (economia)
In economia con netto s'intende la parte di oggetto che permane dopo che sono state effettuate le detrazioni. Ad esempio, il peso netto di una confezione di cioccolatini è il peso complessivo dei cioccolatini, esclusa la confezione (tara).
Al di fuori del linguaggio economico, la dizione al netto significa "scorporando...", "escludendo...", "sottraendo..." e simili.
Il contrario di netto è lordo.